# John Gregory (Fußballspieler, 1954)
John Charles Gregory (* 11. Mai 1954 in Scunthorpe) ist ein ehemaliger englischer Fußballspieler und aktueller Trainer des englischen Drittligisten Crawley Town. Als Trainer betreute er bislang Plymouth Argyle, den FC Portsmouth, die Wycombe Wanderers, Aston Villa, Derby County und die Queens Park Rangers. Als Spieler war er ein anpassungsfähiger Mittelfeldspieler, der seine Karriere bei Northampton Town und später bei Brighton & Hove Albion, den Queens Park Rangers, Derby County und Aston Villa verbrachte.

## Trainerlaufbahn

### Anfänge
Seine ersten beiden Anstellungen als Trainer beim FC Portsmouth und Plymouth Argyle zwischen Januar 1989 und Juni 1990 dauerten beide nur ein paar Monate. Von 1991 bis 1994 arbeitete Gregory unter Brian Little im Trainerstab von Leicester City und Aston Villa (1994–1996).

### Wycombe Wanderers
Ab September 1996 trainierte er die Wycombe Wanderers, die damals in der unteren Tabellenhälfte der League Two waren. Gregory schaffte es jedoch am Ende der Saison bis ins gesicherte Mittelfeld.

### Aston Villa
Im Februar 1998 wurde Gregory Trainer bei Aston Villa. Er half der Mannschaft, ihre Ligaform während der letzten drei Monaten der Saison 1997/98 zu verbessern und schaffte mit dem siebten Platz die UEFA-Cup-Qualifikation.
Zur Mitte der Saison 1998/99 war Aston Villa Tabellenführer, aber durch ein Formtief zum Ende der Saison erreichte die Mannschaft letztendlich nur noch Platz 6.
Aston Villa erreichte das FA-Cup-Finale 2000, verlor dort jedoch gegen den FC Chelsea.
Im Januar 2002 verließ Gregory Aston Villa.

### Derby County
Gregorys nächste Anstellung als Trainer war bei Derby County von Januar 2002 bis März 2003. Derby County war in der unteren Tabellenhälfte. Die ersten beiden Spiele als Trainer bei Derby County gewann er und es sah danach aus, als ob Derby County den Klassenerhalt schaffen würde. Aber nachdem die Mannschaft daraufhin sieben der letzten acht Spiele verloren hatte, stieg Derby County nach sechs Jahren aus der Premier League ab. Er wurde im März 2003 wegen angeblichem Fehlverhalten entlassen, bekam jedoch eine Million Pfund Abfindung.

### Queens Park Rangers
Am 20. September 2006 wurde er Trainer bei den Queens Park Rangers, nachdem Gary Waddock zuvor den Club verlassen hatte. Am 1. Oktober 2007 wurde er wegen anhaltender schlechten Leistung der Mannschaft entlassen.
In der Saison 2018/19 betreut er in Indien als Trainer den Chennaiyin FC.